# Llibre de Thot

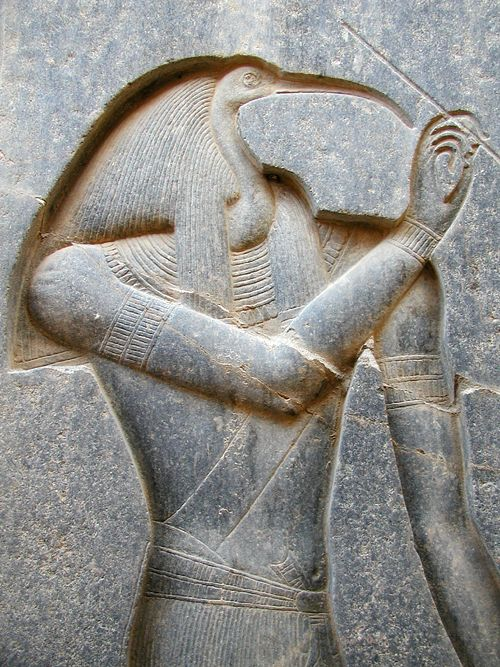
Relleu de Toth al Temple de Luxor.

El Llibre de Thot és un text de l'antic Egipte que apareix fragmentat en diversos papirs, la majoria pertanyents al Període hel·lenístic d'Egipte. Hi ha versions diferents, encara que les recopilacions han portat a reconstruir una història comuna a tots ells, bàsicament un diàleg en el qual hi ha dos interlocutors, el déu Thot i un deixeble que "aspira a saber", tot i que hi ha un altre déu, probablement Osiris, que també parla amb el deixeble. El marc literari podria comparar-se amb els textos hermètics grecs, que també mostren diàlegs entre Hermes-Thot i els seus deixebles, però, la presència d'alguns textos anteriors al segle I el situen per davant dels primers textos filosòfics hermètics grecs.
El nom de Llibre de Thot s'ha aplicat a nombrosos textos. Manethó va afirmar que Thot havia escrit 36.525 llibres, encara que alguns investigadors com Seleukos afirmen que van ser al voltant de 20.000. En qualsevol cas, el Llibre de Thot que explica la història de Neferkaptah té grans proporcions. S'han trobat fragments en textos que es troben a Berlín, París, Viena, Florència, Copenhaguen i New Haven.
En qualsevol cas, la llegenda diu que el llibre va ser escrit per Thot, el déu de l'escriptura i el coneixement. Conté dos encanteris, un dels quals, suposadament, permet, a qui el llegeixi, percebre als déus per si mateix.

## Argument
La història que es relata explica que el Llibre de Thot es va ocultar en el fons del Nil, prop de Coptos, on va ser tancat dins d'una sèrie de caixes guardades per serps. Més tard, el príncep egipci Neferkaptah va lluitar amb les serps i recuperar el llibre, però, en càstig per haver-li robat a Thot, els déus van matar la seva dona i el seu fill. Destrossat, Neferkaptah es va suïcidar i va ser enterrat juntament amb el llibre. Diverses generacions després, el protagonista de la història, Setne Khamwas, va robar el llibre de la tomba de Neferkaptah, tot i l'oposició del seu fantasma. Poc després, Setne trobar una bella dona que el va seduir, va assassinar els seus fills i el va humiliar davant el faraó. A continuació, va descobrir que aquest episodi havia estat una il·lusió creada per Neferkaptah i, aterrit per rebre un càstig major, Setne tornar el llibre a la tomba de Neferkaptah.
Aquesta història reflecteix una creença egípcia que diu que el coneixement dels déus no està fet per als humans.